# 2018年冬季奧林匹克運動會短道競速滑冰比賽
2018年冬季奥林匹克运动会短道速滑比賽于2018年2月10日-2018年2月22日在韩国江陵冰上運動場舉行，该届比赛共设8个小项，共有来自22个代表团的115名选手参加。

## 賽程
8個比賽項目的賽程如下。
全部時間均為韩国标准时（UTC+9）。
| 日期    | 時間        | 項目             |
| ------- | ----------- | ---------------- |
| 2月10日 | 19:00-21:50 | 女子3000公尺接力 |
| 2月10日 | 19:00-21:50 | 女子500公尺      |
| 2月10日 | 19:00-21:50 | 男子1500公尺     |
| 2月13日 | 19:00-21:30 | 男子5000公尺接力 |
| 2月13日 | 19:00-21:30 | 男子1000公尺     |
| 2月13日 | 19:00-21:30 | 女子500公尺      |
| 2月17日 | 19:00-21:55 | 女子1500公尺     |
| 2月17日 | 19:00-21:55 | 男子1000公尺     |
| 2月20日 | 19:00-21:00 | 女子1000公尺     |
| 2月20日 | 19:00-21:00 | 男子500公尺      |
| 2月20日 | 19:00-21:00 | 女子3000公尺接力 |
| 2月22日 | 19:00-21:45 | 女子1000公尺     |
| 2月22日 | 19:00-21:45 | 男子500公尺      |
| 2月22日 | 19:00-21:45 | 男子5000公尺接力 |

## 奖牌榜
*   主办国家/地区（韩国）
| 排名                | 代表团                      | 金牌 | 銀牌 | 銅牌 | 总计 |
| ------------------- | --------------------------- | ---- | ---- | ---- | ---- |
| 1                   | 韩国（KOR）*                | 3    | 1    | 2    | 6    |
| 2                   | 荷兰（NED）                 | 1    | 2    | 1    | 4    |
| 3                   | 中国（CHN）                 | 1    | 2    | 0    | 3    |
| 4                   | 加拿大（CAN）               | 1    | 1    | 3    | 5    |
| 5                   | 意大利（ITA）               | 1    | 1    | 1    | 3    |
| 6                   | 匈牙利（HUN）               | 1    | 0    | 0    | 1    |
| 7                   | 美国（USA）                 | 0    | 1    | 0    | 1    |
| 8                   | 俄罗斯奥林匹克运动员（OAR） | 0    | 0    | 1    | 1    |
| 总计（共8个代表团） | 总计（共8个代表团）         | 8    | 8    | 8    | 24   |

## 獎牌得主

### 男子
| 項目                | 金牌                                                            | 金牌        | 银牌                                                        | 银牌     | 铜牌                                                                              | 铜牌     |
| 500米 （詳細）      | 武大靖 · 中国（CHN）                                            | 39.584 WR   | 黃大憲 · 韩国（KOR）                                        | 39.854   | 林孝俊 · 韩国（KOR）                                                              | 39.919   |
| 1000米 （詳細）     | 萨米埃尔·吉拉尔 · 加拿大（CAN）                                 | 1:24.650    | 约翰-亨利·克鲁格 · 美国（USA）                              | 1:24.864 | 徐怡拉 · 韩国（KOR）                                                              | 1:31.619 |
| 1500米 （詳細）     | 林孝俊 · 韩国（KOR）                                            | 2:10.485 OR | 辛基·克奈格特 · 荷兰（NED）                                 | 2:10.555 | 谢苗·叶利斯特拉托夫 · 俄罗斯奥林匹克运动员（OAR）                                 | 2:10.687 |
| 5000米接力 （詳細） | 匈牙利（HUN） · 劉少昂 · 劉少林 · 克诺赫·维克托 · 布里扬·乔鲍 · | 6:31.971 OR | 中国（CHN） · 武大靖 · 韓天宇 · 許宏志 · 陳德全 · 任子威[a] | 6:32.035 | 加拿大（CAN） · 萨米埃尔·吉拉尔 · 夏尔·阿默兰 · 夏尔·库尔努瓦耶 · 帕斯卡尔·迪翁 · | 6:32.282 |

### 女子
| 項目                | 金牌                                                        | 金牌     | 银牌                                                                                  | 银牌     | 铜牌                                                                        | 铜牌          |
| 500米 （詳細）      | 阿里安娜·丰塔纳 · 意大利（ITA）                             | 42.569   | 婭拉·范克爾霍夫 · 荷兰（NED）                                                         | 43.256   | 基姆·布廷 · 加拿大（CAN）                                                   | 43.881        |
| 1000米 （詳細）     | 苏珊妮·许尔廷 · 荷兰（NED）                                 | 1:29.778 | 基姆·布廷 · 加拿大（CAN）                                                             | 1:29.956 | 阿里安娜·丰塔纳 · 意大利（ITA）                                             | 1:30.656      |
| 1500米 （詳細）     | 崔珉禎 · 韩国（KOR）                                        | 2:24.948 | 李靳宇 · 中国（CHN）                                                                  | 2:25.703 | 基姆·布廷 · 加拿大（CAN）                                                   | 2:25.834      |
| 3000米接力 （詳細） | 韩国（KOR） · 沈錫希 · 崔珉禎 · 金藝珍 · 金雅朗 · 李有彬[a] | 4:07.361 | 意大利（ITA） · 阿里安娜·丰塔纳 · 露西娅·佩雷蒂 · 切奇利娅·马费伊 · 马丁娜·瓦尔切皮纳 | 4:15.901 | 荷兰（NED） · 苏珊妮·许尔廷 · 婭拉·范克爾霍夫 · 拉拉·范雷芬 · 约琳·特莫尔斯 | 4:03.471 WR†† |

a  選手未參與決賽，但仍獲得獎牌。
†† 為決賽B組（排名賽）成績。

## 参赛代表团
共有来自22个代表团（包括俄罗斯奥林匹克运动员）的115名运动员参加本届冬奥的短道速滑赛事。
- （2）
- 白俄罗斯（1）
- 比利时（2）
- 加拿大（10）
- 中国（10）
- 捷克（1）
- 法国（4）
- 德国（2）
- 英国（5）
- 匈牙利（10）
- 以色列（1）
- 意大利（7）
- 日本（10）
- （7）
- 拉脱维亚（2）
- 荷兰（10）
- 朝鲜（2）
- 俄罗斯奥林匹克运动员（7）
- 波兰（3）
- 新加坡（1）
- 韩国（10）
- 美国（8）